# M–10000
A M–10000 egy B-2 tengelyelrendezésű áramvonalas dízelmozdony-sorozat volt, melyet az amerikai General Motors Electro-Motive Division gyártott a Union Pacific Railroad részére. A 447 kW  teljesítményű mozdonyból összesen egy db-ot gyártottak 1934-ben.